# Iberacritus vivesi
Iberacritus vivesi är en skalbaggsart som först beskrevs av Francesc Español 1974.  Iberacritus vivesi ingår i släktet Iberacritus och familjen stumpbaggar. Inga underarter finns listade i Catalogue of Life.